# Abel Renz
Abel Renz (* 7. April 1665 in Isny; † 4. Mai 1734 in Tübingen) war ein Handelsmann und von 1712 bis 1733 Bürgermeister von Tübingen.

## Leben
Abel Renz war ein Sohn des Predigers, Lateinschullehrers und Arztes von Isny M. Abel Renz und seiner Frau Barbara geb. Glockengießer. Er war ein Bruder der Anna Katharina Majer, geb. Renz, der Mutter von Wolfgang Dietrich Majer. Renz heiratete 1695 eine Tübingerin, Anna Rosina Tafinger, eine Tochter des Handelsmanns und Ratsverwandten Andreas Tafinger.
Bereits drei Jahre nach der Niederlassung in Tübingen wurde Renz Ratsverwandter (Mitglied des Rates) und übte dieses Amt bis 1703 aus. 1704 avancierte er zum Gerichtsverwandten, 1712 wurde er Bürgermeister und schließlich 1732 Mitglied des Engeren Ausschusses der Landschaft sowie Hofgerichtsassessor. Diese vier Ämter übte er bis 1733. Offenbar verschlechterte sich zu diesem Zeitpunkt sein Gesundheitszustand so, dass er nicht mehr im Stande war, sie auszuüben. Im folgenden Jahr starb er.
Renz und seine Ehefrau Anna Rosina stifteten jeweils 100 fl. an Arme und Bedürftige.
Er besiegelte im Jahr 1724 unter anderem den Ehevertrag zwischen dem Dreher Jakob Sidon und Anna Maria Danbeck, geb. Hecker.
Am 15. Januar 1734 machte er als Tübinger Bürgermeister eine Aussage auf das herzogliche Reskript vom 28. Dezember 1733 mit der Frage, wie viel jeder Beamte zur Erlangung seiner Position hatte bezahlen müssen.